# Ligue 1 2006-07
La temporada 2006-07 de la Ligue 1 (primera división de la Liga francesa de fútbol) se desarrolló entre el 4 de agosto de 2006 y el 26 de mayo de 2007.
El Olympique de Lyon se proclamó campeón por sexto año consecutivo.

## Sistema de competición
Tomaron parte en el campeonato veinte clubes que, según un sistema de liga, se enfrentaron todos contra todos en dos ocasiones, una en campo propio y otra en campo contrario, sumando un total de 38 jornadas. El calendario de enfrentamientos se estableció por sorteo antes del inicio del torneo.
Como en las ediciones precedentes, la victoria en un partido se premió con tres puntos y el empate con un punto para cada equipo. Al término del campeonato, el equipo que acumuló más puntos (Olympique de Lyon) se proclamó campeón de la liga y obtuvo la clasificación para la Liga de Campeones de la UEFA, junto con el segundo (Olympique de Marsella) y el tercer clasificado (Toulouse FC). El cuarto clasificado (Stade Rennes) obtuvo una plaza para la Copa de la UEFA, mientras que el quinto (RC Lens) se clasificó para la Copa Intertoto. Los tres últimos clasificados (Troyes, CS Sedan y FC Nantes Atlantique) fueron descendidos a la Ligue 2.

## Clasificación final

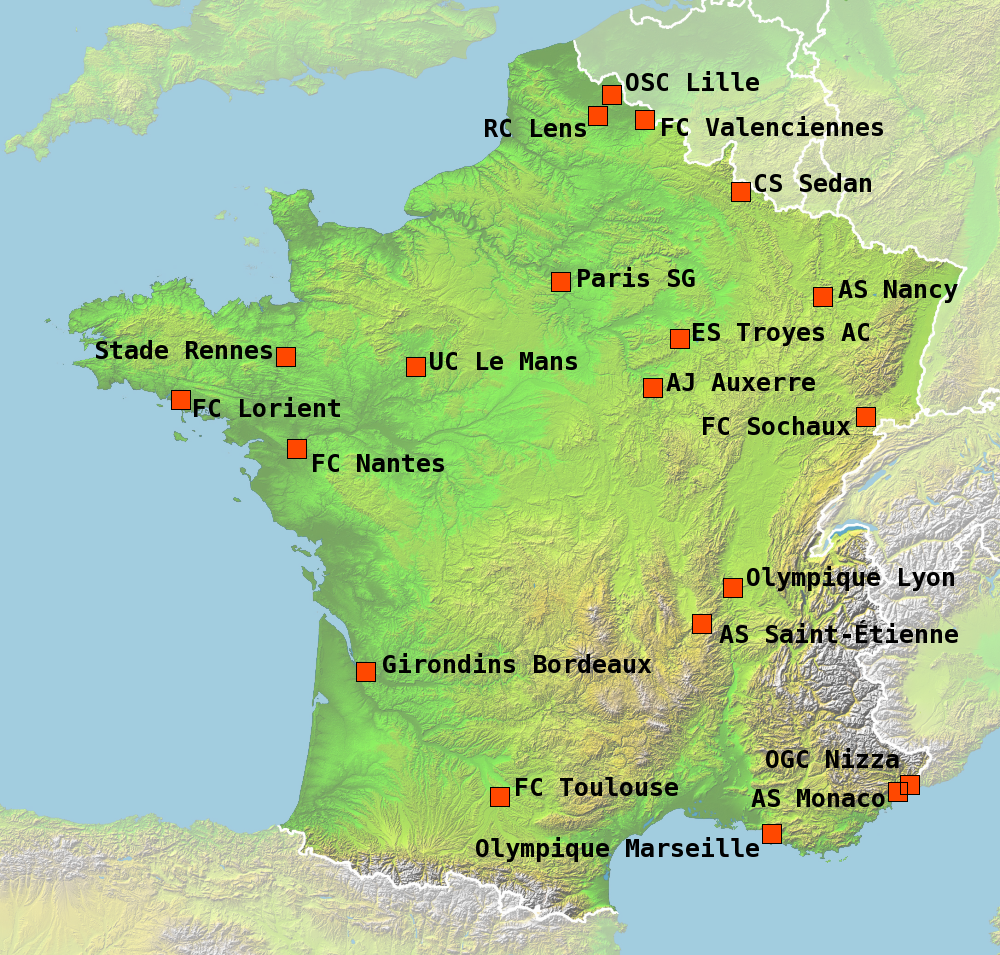
Localización de los 20 equipos de la Ligue 1 en la temporada 2006/07.

| Pos. | Equipo                | Pts. | PJ | G  | E  | P  | GF | GC | Dif. | Clasificación o descenso                             |
| ---- | --------------------- | ---- | -- | -- | -- | -- | -- | -- | ---- | ---------------------------------------------------- |
| 1    | Olympique de Lyon (C) | 81   | 38 | 24 | 9  | 5  | 64 | 27 | +37  | Fase de grupos de la Liga de Campeones               |
| 2    | Olympique de Marsella | 64   | 38 | 19 | 7  | 12 | 53 | 38 | +15  | Fase de grupos de la Liga de Campeones               |
| 3    | Toulouse              | 58   | 38 | 17 | 7  | 14 | 44 | 43 | +1   | Tercera ronda clasificatoria de la Liga de Campeones |
| 4    | Stade Rennes          | 57   | 38 | 14 | 15 | 9  | 38 | 30 | +8   | Primera ronda de la Copa de la UEFA                  |
| 5    | Lens                  | 57   | 38 | 15 | 12 | 11 | 47 | 41 | +6   | Tercera ronda de la Copa Intertoto                   |
| 6    | Girondins de Burdeos  | 57   | 38 | 16 | 9  | 13 | 39 | 35 | +4   | Primera ronda de la Copa de la UEFA                  |
| 7    | Sochaux               | 57   | 38 | 15 | 12 | 11 | 46 | 48 | −2   | Primera ronda de la Copa de la UEFA                  |
| 8    | Auxerre               | 54   | 38 | 13 | 15 | 10 | 41 | 41 | 0    |                                                      |
| 9    | Mónaco                | 51   | 38 | 13 | 12 | 13 | 45 | 38 | +7   |                                                      |
| 10   | Lille                 | 50   | 38 | 13 | 11 | 14 | 45 | 43 | +2   |                                                      |
| 11   | Saint-Étienne         | 49   | 38 | 14 | 7  | 17 | 52 | 50 | +2   |                                                      |
| 12   | Le Mans               | 49   | 38 | 11 | 16 | 11 | 45 | 46 | −1   |                                                      |
| 13   | Nancy-Lorraine        | 49   | 38 | 13 | 10 | 15 | 37 | 44 | −7   |                                                      |
| 14   | Lorient               | 49   | 38 | 12 | 13 | 13 | 33 | 40 | −7   |                                                      |
| 15   | París Saint-Germain   | 48   | 38 | 12 | 12 | 14 | 42 | 42 | 0    |                                                      |
| 16   | Niza                  | 43   | 38 | 9  | 16 | 13 | 34 | 40 | −6   |                                                      |
| 17   | Valenciennes          | 43   | 38 | 11 | 10 | 17 | 36 | 48 | −12  |                                                      |
| 18   | Troyes (D)            | 39   | 38 | 9  | 12 | 17 | 39 | 54 | −15  | Descenso de categoría                                |
| 19   | Sedan Ardennes (D)    | 35   | 38 | 7  | 14 | 17 | 46 | 58 | −12  | Descenso de categoría                                |
| 20   | Nantes Atlantique (D) | 34   | 38 | 7  | 13 | 18 | 29 | 49 | −20  | Descenso de categoría                                |

 Fuente: [cita requerida]
Notas:
1. ↑  Girondins de Burdeos se clasificó para la primera ronda de la Copa de la UEFA 2007-08 al haber ganado la Copa de la Liga de Francia 2006-07.
2. ↑  Sochaux se clasificó para la primera ronda de la Copa de la UEFA 2007-08 al haber ganado la Copa de Francia 2006-07.

## Ascensos
- FC Metz
- Racing de Estrasburgo
- SM Caen

## Resultados
| Clubes               | Aux | Gir | LeM | Len | Lor | Lil | OL  | OM  | Mon | Nanc | Nant | Niz | PSG | Ren | Sed | StE | Soc | Tou | Tro | Val |
| AJ Auxerre           |     | 0-0 | 2-3 | 1-0 | 2-1 | 0-0 | 0-3 | 2-1 | 2-0 | 1-0  | 0-0  | 0-0 | 1-0 | 2-2 | 1-1 | 1-0 | 1-0 | 1-0 | 1-1 | 1-1 |
| Girondins de Burdeos | 0-0 |     | 1-0 | 1-0 | 1-1 | 0-1 | 1-2 | 1-0 | 1-0 | 3-0  | 0-1  | 3-2 | 0-0 | 1-2 | 3-1 | 1-0 | 2-0 | 2-0 | 2-1 | 2-1 |
| Le Mans UC 72        | 2-2 | 1-1 |     | 1-1 | 1-1 | 1-1 | 0-1 | 2-0 | 0-2 | 0-0  | 1-1  | 1-0 | 1-1 | 0-0 | 3-2 | 2-1 | 2-2 | 2-0 | 2-0 | 3-2 |
| RC Lens              | 1-0 | 3-0 | 2-0 |     | 1-1 | 1-1 | 0-4 | 1-1 | 1-0 | 2-2  | 2-0  | 0-0 | 1-2 | 0-0 | 1-1 | 3-3 | 3-1 | 2-0 | 1-0 | 3-0 |
| FC Lorient           | 2-1 | 0-1 | 2-1 | 1-0 |     | 0-0 | 1-3 | 2-1 | 0-0 | 2-0  | 3-1  | 0-0 | 0-1 | 0-0 | 2-0 | 0-0 | 1-3 | 0-1 | 0-0 | 1-0 |
| Lille OSC            | 1-1 | 3-0 | 0-2 | 4-0 | 1-0 |     | 1-2 | 1-0 | 1-1 | 0-1  | 0-0  | 1-0 | 1-0 | 1-1 | 2-1 | 2-2 | 2-0 | 1-3 | 4-0 | 0-2 |
| Olympique Lyon       | 1-0 | 1-2 | 2-1 | 3-0 | 1-0 | 4-1 |     | 1-1 | 0-0 | 1-0  | 3-1  | 1-1 | 3-1 | 0-0 | 1-0 | 2-1 | 3-3 | 1-1 | 2-0 | 2-1 |
| Olympique Marsella   | 3-1 | 2-1 | 2-0 | 0-1 | 0-1 | 4-0 | 1-4 |     | 2-1 | 2-1  | 0-0  | 3-0 | 1-1 | 2-0 | 1-0 | 2-1 | 4-2 | 3-0 | 2-1 | 1-0 |
| AS Mónaco            | 2-1 | 0-0 | 2-1 | 0-0 | 2-2 | 3-1 | 2-0 | 1-2 |     | 2-1  | 2-1  | 0-0 | 1-2 | 0-2 | 2-1 | 1-2 | 3-0 | 1-3 | 0-0 | 3-0 |
| AS Nancy             | 1-0 | 2-1 | 1-1 | 2-1 | 0-1 | 1-3 | 0-3 | 2-0 | 1-0 |      | 1-0  | 3-0 | 0-3 | 0-0 | 3-1 | 0-2 | 5-2 | 2-1 | 1-0 | 1-0 |
| FC Nantes Atlantique | 1-1 | 0-0 | 0-0 | 0-0 | 0-2 | 1-1 | 1-3 | 2-1 | 1-0 | 2-1  |      | 1-0 | 1-1 | 0-2 | 0-1 | 2-2 | 0-2 | 0-0 | 1-1 | 2-5 |
| OGC Nice             | 0-0 | 2-1 | 3-3 | 1-2 | 3-0 | 2-1 | 1-4 | 2-1 | 1-1 | 0-0  | 1-1  |     | 1-0 | 1-1 | 2-2 | 2-1 | 0-0 | 0-1 | 3-0 | 2-0 |
| Paris SG             | 0-1 | 0-2 | 2-1 | 1-3 | 2-3 | 1-0 | 1-1 | 1-3 | 4-2 | 0-0  | 4-0  | 0-0 |     | 1-0 | 4-2 | 0-2 | 0-0 | 0-0 | 2-1 | 1-2 |
| Stade Rennais        | 3-1 | 0-0 | 1-1 | 0-0 | 4-1 | 1-2 | 1-0 | 0-2 | 1-1 | 1-1  | 2-0  | 1-0 | 1-0 |     | 0-2 | 0-0 | 2-1 | 3-2 | 1-1 | 1-0 |
| CS Sedan             | 2-2 | 1-1 | 1-2 | 2-2 | 3-1 | 2-0 | 0-1 | 0-0 | 0-1 | 2-2  | 1-1  | 1-1 | 1-0 | 1-0 |     | 2-2 | 1-1 | 0-2 | 1-2 | 1-1 |
| AS Saint-Étienne     | 2-3 | 0-2 | 2-0 | 3-2 | 2-0 | 2-1 | 1-3 | 1-2 | 0-1 | 1-0  | 2-1  | 2-1 | 1-0 | 1-3 | 1-2 |     | 1-2 | 3-0 | 3-1 | 3-0 |
| FC Sochaux           | 1-1 | 2-1 | 2-0 | 0-3 | 1-1 | 0-0 | 0-1 | 1-0 | 2-1 | 2-1  | 1-2  | 1-1 | 3-2 | 0-0 | 1-1 | 1-0 |     | 4-2 | 1-0 | 1-0 |
| Toulouse FC          | 2-0 | 3-1 | 0-1 | 0-1 | 0-0 | 1-0 | 2-0 | 3-0 | 1-1 | 2-2  | 0-4  | 1-0 | 1-3 | 1-0 | 3-1 | 1-0 | 1-2 |     | 1-1 | 3-0 |
| Troyes               | 3-3 | 1-0 | 2-2 | 3-0 | 3-0 | 1-1 | 1-0 | 1-1 | 0-4 | 0-0  | 1-0  | 2-0 | 1-1 | 2-2 | 3-2 | 3-1 | 0-1 | 1-2 |     | 1-3 |
| Valenciennes FC      | 1-3 | 2-0 | 1-1 | 1-3 | 0-0 | 0-3 | 0-0 | 0-0 | 2-2 | 1-0  | 1-0  | 0-1 | 0-0 | 3-1 | 2-1 | 1-0 | 0-0 | 0-0 | 3-1 |     |

1. ↑  La LFP dio como ganador al Toulouse FC tras la invasión del terreno de juego por parte de espectadores del FC Nantes.

## Máximos goleadores
| # | Jugador            | País            | Club                  | Goles |
| - | ------------------ | --------------- | --------------------- | ----- |
| 1 | Pedro Pauleta      | Portugal        | París Saint-Germain   | 15    |
| 2 | Steve Savidan      | Francia         | Valenciennes          | 13    |
| 3 | Grafite            | Brasil          | Le Mans               | 12    |
| 4 | Ismaël Bangoura    | Guinea          | Le Mans               | 12    |
|   | Mamadou Niang      | Senegal         | Olympique de Marsella | 12    |
| 6 | John Utaka         | Nigeria         | Stade Rennais         | 11    |
|   | Aruna Dindane      | Costa de Marfil | Lens                  | 11    |
|   | Fred               | Brasil          | Olympique de Lyon     | 11    |
|   | Seydou Keïta       | Mali            | Lens                  | 11    |
|   | Frédéric Piquionne | Francia         | Mónaco                | 11    |
|   | Johan Elmander     | Suecia          | Toulouse              | 11    |